# Барбарано дел Капо (Лече)
Барбарано дел Капо (итал. Barbarano del Capo) је насеље у Италији у округу Лече, региону Апулија.
Према процени из 2011. у насељу је живело 915 становника. Насеље се налази на надморској висини од 134 м.